# Croton erythroxyloides
Pour Croton erythroxyloides var. buxifolius, voir Croton buxifolius.
Pour Croton erythroxyloides var. sordidus, voir Croton dichrous.
Pour Croton erythroxyloides, (Klotzsch) Müll.Arg., 1865, voir Croton microphyllinus.
Pour Croton erythroxyloides var. lanceolatus, voir Croton oleoides.
Pour Croton erythroxyloides var. longifolius, voir Croton oleoides.
Espèce
Croton erythroxyloides est une espèce de plantes à fleurs du genre Croton et de la famille Euphorbiaceae, présente à l'est du Brésil.
Il a pour synonyme :
- Croton erythroxyloides var. lanceolatus, Baill.,
- Croton riedelianus, Müll.Arg.
- Oxydectes erythroxyloides, (Baill.) Kuntze